# 마쓰바라촌 (나가사키현)
마쓰바라촌(松原村)은 나가사키현 히가시소노기군에 있던 촌이다.

## 역사
- 1889년 4월 1일 - 정촌제 시행에 의해 히가시소노기군 마쓰바라촌이 성립하였다.
- 1942년 2월 11일 - 오무라정, 후쿠시게촌, 가야제촌, 스즈타촌, 미우라촌과 합병, 시로 승격해 오무라시가 성립하여 마쓰바라촌은 소멸하였다.

## 교통

### 철도
- 일본국유철도
  - 오무라선

## 참고문헌
- 角川日本地名大辞典 42 長崎県
- 長崎県東彼杵郡教育会 編 (1917). 《長崎県東彼杵郡誌》. 長崎県東彼杵郡教育会. 163–189쪽. 다음 글자 무시됨: ‘和書 ’ (도움말) - Google ブックス